# Lucien Cadène
Lucien Pierre Cadène (Montauban, 28 augustus 1887 - aldaar, 11 juli 1958) was een Frans kunstschilder.
Cadène begon zijn carrière als decorateur. Hij raakte gewond tijdens de Eerste Wereldoorlog en bleef de rest van zijn leven invalide.
Cadène maakte deel uit van de École de Montauban, een groep lokale schilders die zich lieten inspireren door Cézanne en Braque. Hoofdthema's in zijn werk waren het volksleven in Montauban en de lokale festiviteiten, de landschappen in Tarn-et-Garonne en de grote historische gebeurtenissen van zijn tijd, zoals de Spaanse Burgeroorlog en de Tweede Wereldoorlog. In zijn werk schuwde hij niet de gruwelen van de oorlog te tonen.

## Werk
Werk van Lucien Cadène wordt tentoongesteld in het Musée Ingres Bourdelle in Montauban.
Bekende werken zijn:
- La libération de Montauban (1944)
- Les pendus - Hommage aux martyrs de la Gestapo et de la milice de Darnand (1944)